# 跳马镇
跳马镇，隶属于中华人民共和国湖南省长沙市雨花区，原属长沙县，2015年划入雨花区。

## 行政区划
跳马镇下辖以下地区：
金屏社区、斑竹塘社区、双溪村、白竹村、石燕湖村、田心桥村、新田村、喜雨村、冬斯港村、曙光垸村、梅怡岭村、石桥村、三仙岭村、关刀村、嵩山村、跳马村、复兴村、杨林村和沙仙村。